# Copa Volvo
La Copa Volvo (En inglés Volvo Cup) es una competición de waterpolo para selecciones celebrada en Hungría, en las localidades de Eger y Kecskemet.
Este torneo está supervisado por la Liga Europea de Natación.

## Palmarés
| Año  | Primero | Segundo | Tercero        | Cuarto         |
| ---- | ------- | ------- | -------------- | -------------- |
| 2014 | Serbia  | Hungría | Alemania       | Estados Unidos |
| 2013 |         |         |                |                |
| 2012 |         |         |                |                |
| 2011 |         |         |                |                |
| 2010 | Hungría | Canadá  | Estados Unidos | Australia      |
| 2009 |         |         |                |                |
| 2008 |         |         |                |                |
| 2007 |         |         |                |                |